# Trasímedes
|  | Per a altres significats, vegeu «Trasimedes». |

Trasímedes (en llatí Thrasymedes, en grec antic Θρασυμήδης) fill d'Arignot de Paros, fou un escultor grec autor de l'estàtua criselefantina d'Asclepi al seu Temple d'Epidaure.
Pausànies descriu l'estàtua, i diu que era la meitat de gran que el Zeus Olímpic a Atenes. El déu estava assegut i recolzava una mà sobre el cap d'un drac. Tenia un gos estirat al seu costat, i el tron estava adornat amb figures d'herois argius: Bel·lerofont matant la Quimera i Perseu sostenint el cap de Medusa.
Com que l'estàtua de Zeus es va fer per ordre d'Hadrià s'ha suposat que la d'Epidaure podria ser obra de la generositat del mateix emperador o potser d'Antoní Pius, que va destinar grans sumes de diners a embellir aquella ciutat.